# Anthony D. Smith
Anthony D. Smith (ur. 23 września 1939 w Londynie, zm. 19 lipca 2016 tamże) – brytyjski socjolog, emerytowany profesor London School of Economics i przewodniczący Association for the Study of Ethnicity and Nationalism. Uważany jest za jednego z założyciela interdysycyplinarnych badań nad nacjonalizmem (nationalism studies).
Smith jest autorem kilkunastu książek poświęconych problematyce narodowej i etnicznej. Jego główna praca to Ethnic Origins of Nations opublikowana w 1986 roku. Krytykował w niej stanowisko modernistów uznających narody za wytwór nowoczesności. Wedle Smitha narody wykształciły się w toku długotrwałego procesu historycznego na podstawie istniejących wcześniej więzi etnicznych. Swoją koncepcję określił mianem etnosymbolizmu.

## Wybrane publikacje
- (1971) Theories of Nationalism, ISBN 0-7156-0555-0; wyd. 2. (1983), ISBN 0-7156-0584-4
- (1983) State and Nation in the Third World, ISBN 978-0-7108-0199-9
- (1987) The Ethnic Origins of Nations, ISBN 0-631-15205-9
- (1991) National Identity, ISBN 0-14-012565-5
- (1995) Nations and Nationalism in a Global Era, ISBN 0-7456-1018-8
- (1998) Nationalism and Modernism, ISBN 0-415-06340-X
- (1999) Myths and Memories of the Nation, ISBN 978-0-19-829684-3
- (2000) The Nation in History, ISBN 0-7456-2580-0
- (2003) Chosen Peoples: Sacred Sources of National Identity, ISBN 0-19-210017-3
- (2004) The Antiquity of Nations, ISBN 0-7456-2745-5
- (2008) Cultural Foundations of Nations: Hierarchy, Covenant and Republic, ISBN 1-4051-7798-5
- (2009) Ethno-symbolism and Nationalism: A Cultural Approach, ISBN 978-0-415-49798-5

Prace przetłumaczone na język polski:
- Nacjonalizm. Teoria, historia, ideologia, Wydawnictwo Sic!, Warszawa 2007, s.212, ISBN 978-83-60457-39-9.
- Kulturowe podstawy narodów, Wydawnictwo Uniwersytetu Jagiellońskiego, Kraków 2009, s.262, ISBN 978-83-233-2783-7.
- Etniczne źródła narodów, Wydawnictwo Uniwersytetu Jagiellońskiego, Kraków 2009, s.385, ISBN 978-83-233-2822-3.